# Charles-Maurice Le Peletier
Pour les autres membres de la famille, voir Famille Le Peletier.
Charles-Maurice Le Peletier (né à Paris le 23 août 1665 et mort à Issy le 7 septembre 1731) est abbé commendataire puis 5e supérieur général de la Compagnie des prêtres de Saint-Sulpice.

## Biographie
Charles Maurice Le Peletier est le 3e fils de Claude Le Peletier et de son épouse Marguerite Fleuriau. À 19 ans il entre au séminaire sulpicien. Il devient abbé commendataire de l'abbaye Saint-Aubin d'Angers dès 1689 et il suit son frère Michel Le Peletier dans son diocèse lorsqu'il devient évêque d'Angers en 1692. En 1695 il devient le supérieur du séminaire sulpicien de Paris où il exerce cette fonction pendant trente ans. En 1702 il refuse sa désignation comme évêque de Poitiers.
Après la mort de leur père le 1711 il entre en conflit au sujet de la succession avec sa sœur François Marie Le Peletier qui s'estime lésée sur sa « légitime » et qui lui intente un procès en 1716, leur oncle Michel Le Peletier de Souzy doit intervenir comme médiateur. En 1725, il est choisi comme le 5e supérieur général de la Compagnie de Saint-Sulpice et il exerce cette nouvelle charge pendant sept ans avant de mourir à l'âge de 65 ans à Issy le 7 septembre 1731.